# Timgharine
Timgharine (também escrito Timrharine) é uma vila na comuna de Ksabi, no distrito de Ouled Khoudir, província de Béchar, Argélia. A vila está localizada na margem leste do rio Oued Saoura sobre a meio caminho entre Ouled Khoudir ao norte e Ksabi para o sul. Está ligada a Ouled Khoudir por uma longa estrada local ao lado do rio, e à rodovia nacional N6 por uma estrada através do rio para o oeste.